# Hope for Haiti Now
Hope for Haiti Now: A Global Benefit for Earthquake Relief var en internationell insamlingsgala av MTV som ägde rum mellan 02.00 och 04.00 CET den 23 januari 2010 till förmån för Jordbävningen i Haiti 2010.
Pengarna som samlades in gick till Röda Korset, Unicef, Oxfam America, Partners in Health, The Clinton Bush Haiti Fund, Världslivsmedelsprogrammet och Yele Haiti Foundation. I Sveriges direktsände TV4, Kanal 5 och MTV insamlingsgalan, medan SVT eftersände galan klockan 21.00 CET. Även TV3 eftersände galan klockan 13.25 CET.
Galan bestod av tre konserter från London, Los Angeles och New York. Samt liverapporter från Haiti. Artister och kändisar som medverkade var Madonna, Beyoncé Knowles, Christina Aguilera, Sting, Bono, The Edge, Justin Timberlake, Alicia Keys, Bruce Springsteen, Linkin Park, Dave Matthews, Keith Urban, Sheryl Crow, Coldplay, Taylor Swift, Jennifer Hudson, Mary J. Blige, Jay-Z, Rihanna, Shakira, Stevie Wonder, Ashley Tisdale, Ellen DeGeneres, Tobey Maguire, Zoe Saldana, Jason Bateman, Ben Affleck och Leonardo DiCaprio.
Wyclef Jean var värd i New York, George Clooney i Los Angeles och Anderson Cooper på Haiti. 